# جیاح (روستا)
 جیاح  به عربی ( جّیاح )، روستایی است در دهستان حجح از توابع استان مأرب در کشور یمن در شبه جزیره عربستان.

## جمعیت
جمعیت آن ( ۵۴) نفر (۵ خانوار) می‌باشد.